# Concurs Internacional de Violí. H. Wieniawski
Henryk Wieniawski International Violin Competition. És un concurs de música per a violinistes d'edat fins a 30 anys, celebrat cada cinc anys a Poznań, en homenatge al virtuós i compositor polonès Henryk Wieniawski (1835–1880).

## Característiques de la competició
És el concurs de violí més antic del món. Es va celebrar per primera vegada l'any 1935 a Varsòvia. L'iniciador de les trobades internacionals de joves violinistes va ser el nebot d'Henryk, Adam Wieniawski, i l'organitzador va ser la Warsaw Music Society. El seu objectiu era promocionar la música del compositor i promocionar els violinistes destacats. Les edicions posteriors s'havien de celebrar cada cinc anys, però els plans es van interrompre per la Segona Guerra Mundial. La segona competició es va organitzar després de 17 anys, l'any 1952 a Poznań. A partir d'aleshores, el concurs se celebra habitualment cada cinc anys a l'Auditori de la Universitat Adam Mickiewicz i és organitzat per la Societat de Música de Poznań. Henryk Wieniawski. El 2021, la pandèmia va fer que la competició se celebrés el 2022 després d'una pausa de 6 anys.
El Concurs de violí Henryk Wieniawski és també el concurs de violí més antic europeu i membre i cofundador de la Federació Mundial de Concursos Internacionals de Música amb seu a Ginebra. Des de l'any 1957, el concurs de violí ha estat acompanyat pel Concurs Internacional de Luthiers. Henryk Wieniawski.
El jurat del concurs va estar format, entre d'altres: Yehudi Menuhin (1996), Louis Persinger (1957 i 1962), Shlomo Mintz (2001), Neville Marriner (2006), Ida Haendel (2006), així com Irena Dubiska, Grażyna Bacewicz, Konstanty Andrzej Kulka, Igor Ojstrakh i Henryk Ojstrakh, Maksim Viengerov (2011 i 2016).
Llista de Jurats del Concurs Internacional de Violí Henryk Wieniawski.Concurs Internacional de Violí Henryk Wieniawski(polonès)

## Guanyadors
- 1935 – Ginette Neveu, França (1r premi); David Oistrakh, Unió Soviètica (2n premi); Henry Temianka, Gran Bretanya (3r premi)
- 1952 – Igor Oistrach, Unió Soviètica (1r premi); Julian Sitkowetski, Unió Soviètica i Wanda Wiłkomirska, Polònia (2n premi); Blanche Tarjus, França, Marina Yashvili Geòrgia, Olga Parchomienko, Unió Soviètica (3r premi).
- 1957 – Rosa Fain, Unió Soviètica (1r premi); Sidney Harth, EUA (2n premi); Mark Komissarow, Unió Soviètica (3r premi)
- 1962 – Charles Treger, EUA (1r premi); Oleg Krysa, Unió Soviètica (2n premi); Krzysztof Jakowicz, Polònia (3r premi)
- 1967 – Piotr Janowski, Polònia (1r premi); Mikhail Bezwierchnyj, Unió Soviètica (2n premi); Kaja Danczowska, Polònia (3r premi)
- 1972 – Tatiana Grindienko, Unió Soviètica (1r premi); Shizuka Ishikawa, Japó (2n premi); Barbara Górzyńska, Polònia (3r premi)
- 1977 – Vadim Brodskij, Unió Soviètica (1r premi); Piotr Milewski, Polònia i Michail Wajman, Unió Soviètica (2n premi); Zakhar Bron, Unió Soviètica i Peter A. Zazofsky, EUA (3r premi)
- 1981 – Keiko Urushihara, Japó (1r premi); Elisa Kawaguti, Japó (2n premi); Aureli Błaszczok, Polònia (3r premi)
- 1986 – Ewgenij Buszkow, Unió Soviètica (1r premi); Nobu Wakabayashi, Japó (2n premi); Robert Kabara, Polònia (3r premi); Wiktor Kuzniecow, Unió Soviètica (4t premi)
- 1991 – Bartłomiej Nizioł, Polònia i Piotr Pławner, Polònia (1r premi); Chie Abiko, Japó (2n premi); Reiko Shiraishi, Japó (3r premi)
- 1996 – Sense primer premi; Reiko Otani, Japó (2n premi); Akkiko Tanaka, Japó (3r premi); Asuka Sezaki, Japó i Łukasz Błaszczyk, Polònia (4t premi)
- 2001 – Alona Bayeva, Rússia (1r premi); Soojin Han, Corea i Roman Simowic, Iugoslàvia (2n premi); Gaik Kazazian, Armènia, Bracha Malkin, EUA i Hiroko Takahashi, Japó (3r premi)
- 2006 – Agata Szymczewska, Polònia (1r premi); Airi Suzuki, Japó (2n premi); Anna Maria Staśkiewicz, Polònia (3r premi)
- 2011 – Soyoung Yoon, Corea del Sud (1r premi); Miki Kobayashi, Japó (2n premi); Stefan Tarara, Alemanya (3r premi)
- 2016 – Veriko Tchumburidze, Geòrgia/Turquia (1r premi), Bomsori Kim Corea del Sud (2n premi ex aequo), Seiji Okamoto, Japó (2n premi ex aequo).[5]